# 弗雷德里克·斯唐

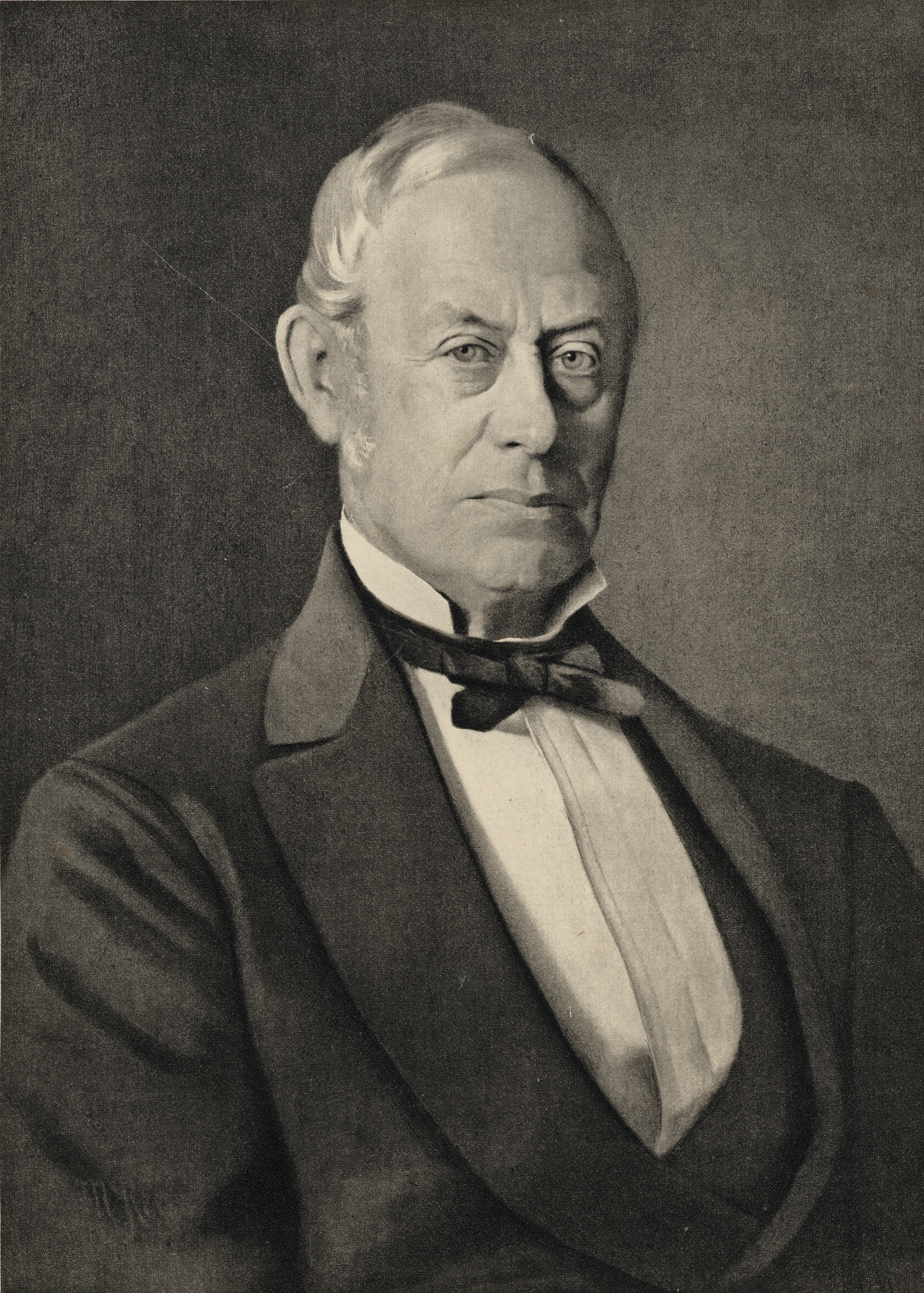
弗雷德里克·斯唐

弗雷德里克·斯唐（Frederik Stang，1808年—1884年），挪威法理学家、律师、政治人物。他是挪威的第一任首相.
1830年代任大学法律教授。1845年任新成立的内政部大臣，一心致力于挪威经济。1861年斯唐被任命为挪威内阁首相，1865年他建立了挪威红十字。
| 前任： 汉斯·克里斯蒂安·彼得森 | 挪威首相 1861-1880 | 繼任： 克里斯蒂安·奥古斯特·赛尔梅 |